# Mario Rizzi
 Mario Rizzi (* 3. März 1926 in San Giovanni in Persiceto, Provinz Bologna, Italien; † 13. April 2012) war ein Diplomat des Heiligen Stuhls.

## Leben
Mario Rizzi, Sohn einer Bauernfamilie nahe Bologna, studierte Philosophie und Katholische Theologie und empfing am 3. Oktober 1948 die Priesterweihe. Nach einem Studium des Kanonischen Rechts trat er in den Dienst der Römischen Kurie ein. Von 1982 bis 1991 war er Untersekretär der Kongregation für die orientalischen Kirchen.
Papst Johannes Paul II. ernannte ihn am 28. Februar 1991 zum Titularerzbischof von Balneoregium und zum Apostolischen Nuntius in Bulgarien. Als solcher war er der erste Nuntius nach dem Sturz des kommunistischen Regimes und erster Nuntius seit dem Pontifikat von Johannes XXIII. Der Pro-Sekretär des Staatssekretariats, Angelo Sodano, spendete ihm am 20. April desselben Jahres die Bischofsweihe; Mitkonsekratoren waren Metodi Dimitrov Stratiev AA, Apostolischer Exarch von Sofia, und Benito Cocchi, Bischof von Parma-Fontevivo.
Er war Mitglied der Kongregation für die Selig- und Heiligsprechungsprozesse und seit 1997 Berater der Kongregation für die orientalischen Kirchen. 1987 wurde er „Magister“ der Academiae Latinitati Fovendae. 1990 wurde er im Rang eines Komturs in den Ritterorden vom Heiligen Grab zu Jerusalem investiert. Papst Johannes Paul II. nahm 1996 sein Rücktrittsgesuch an.

## Schriften
- "De triplici via", immersus in Saint Bonaventura's "Opera Omnia", 1976
- "Nel regno di Bertoldo", Rom 1976
- "Diadumena di Dio", Rome 1982
- "Catullus Auratus", Certamen Latinitatis, Verona 1988
- "Il trifoglio di San Patrizio", Rom 1989
- "In Laudem Finniae" 1997
- 8 personal notes on Latin in the post-synodal apostolic exhortation "Sacramentum Caritatis" of the Holy Father Benedict XVI in "Urbe" 2007